# Vaivara
Vaivara – miejscowość w północno-wschodniej Estonii, w prowincji Virumaa Wschodnia, część miasta Narva-Jõesuu. W czasie II wojny światowej Niemcy ustanowili tam obóz koncentracyjny (KL Vaivara), który stał się obozem macierzystym dla około 20 innych obozów na terenie Estonii. 15 września 1943 roku utworzono tam obóz koncentracyjny dla kobiet.
Znajduje tu się stacja kolejowa Vaivara, położona na linii Tallinn – Narwa.